# تپه شناسوند ۲
تپه شناسوند ۲ مربوط به دوران‌های تاریخی پس از اسلام است و در شهرستان تاکستان، روستای شناسوند واقع شده و این اثر در تاریخ ۲۵ اسفند ۱۳۷۹ با شمارهٔ ثبت ۳۱۸۱ به‌عنوان یکی از آثار ملی ایران به ثبت رسیده است.